# Futebol Clube Barreirense (basket-ball)
Maillots
Le FC Barreirense est un club portugais de basket-ball évoluant en UZO league soit le plus haut niveau du championnat portugais. Le club, section du club omnisports du Futebol Clube Barreirense, est basé dans la ville de Barreiro.

## Palmarès
- Champion du Portugal : 1957, 1959, 1960, 1963, 1982, 1984, 1985

## Entraîneurs successifs
- Depuis 2006 :  Paulo Ferreira Antonio

## Joueurs célèbres ou marquants
- João Gomes